# Regula Rytz
Regula Rytz (Thun, 2 maart 1962) is een Zwitserse politica voor de Groene Partij van Zwitserland (GPS/PES) uit het kanton Bern.

## Biografie

### Opleiding
Regula Rytz is een dochter van een architect en een musikante. In 1983 werd zij onderwijzeres. Nadien studeerde zij geschiedenis, sociologie en publiekrecht aan de Universiteit van Bern, waar zij in 1997 haar diploma behaalde. Van 2001 tot 2004 was zij centraal secretaris van de Zwitserse Federatie van Vakverenigingen.

### Politica

#### Lokale en kantonnale politiek
Zij werd politiek actief in de jaren 1990. Van 1993 tot 1998 was zij actief als politiek secretaris van de groenen in haar kanton Bern. Van januari 2001 tot april 2005 was zij hun voorzitter. Van april 1994 tot april 2005 zetelde zij bovendien in de Grote Raad van Bern. Vanaf 2005 werd zij lid van het stadsbestuur van Bern en kreeg zij de leiding over het departement van de openbare werken, transport en groene ruimtes.

#### Federale politiek
Bij de federale parlementsverkiezingen van 2011 werd zij voor het eerst verkozen in de Nationale Raad. Op 21 april 2012 werd zij samen met Adèle Thorens Goumaz tot co-voorzitter van haar partij verkozen in opvolging van Ueli Leuenberger. Ze werd herverkozen in 2015 en in 2019. Sinds 2016, na het ontslag van Thorens Goumaz om familiale redenen, was zij evenwel de enige voorzitster van de Groene Partij van Zwitserland. Op 20 juni 2020 werd ze in deze functie opgevolgd door Balthasar Glättli. Vervolgens nam ze in 2022 ontslag uit de Nationale Raad.

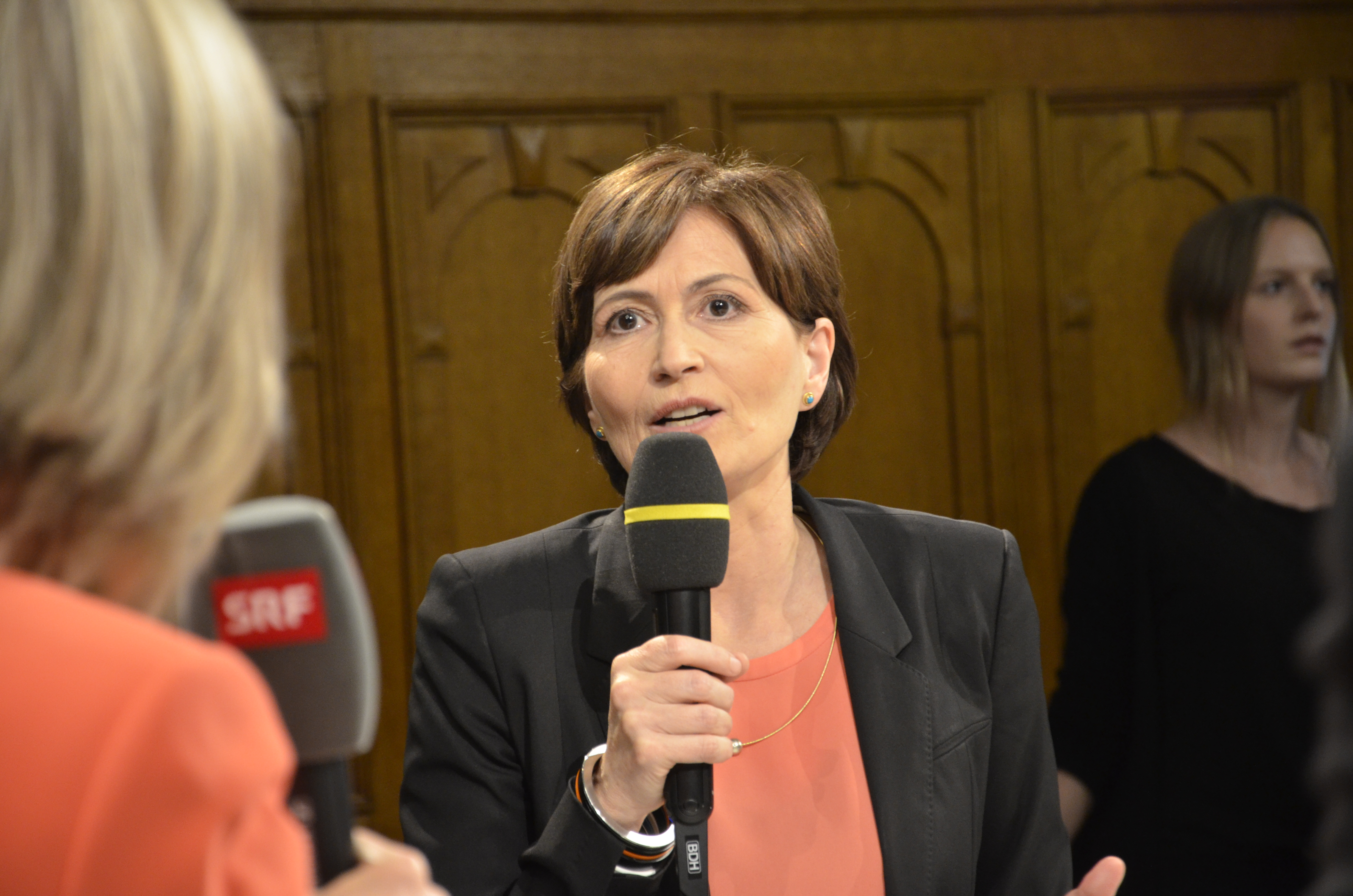
Regula Rytz in een televisiedebat voor de parlementsverkiezingen van 2019. Bern, Federaal Paleis, 20 oktober 2019.

#### Kandidaat-Bondsraadslid
Na de verkiezingsoverwinning van de groenen bij de federale parlementsverkiezingen van 2019 werd zij door haar partij naar voren geschoven als kandidaat-lid van de Bondsraad bij de Bondsraadsverkiezingen van dat jaar. De groenen claimden immers een van de twee zetels van de liberale FDP/PLR, en in het bijzonder de zetel van Ignazio Cassis. De groenen achtten de liberalen als oververtegenwoordigd in de zevenkoppige Bondsraad. Met 15,1% van de stemmen en 29 zetels in de Nationale Raad hebben de liberalen twee zetels in de Bondraad, terwijl de groenen met 13,2% van de stemmen en 28 zetels in de Nationale Raad geen zetel hebben in de Bondsraad. De verkiezing van Rytz in de Bondsraad zou echter geen evidentie zijn: haar verkiezing zou immers een wijziging van de toverformule met zich meebrengen, de politieke afspraak die sinds 1959 de verdeling van de Bondsraadszetels over de grootste partijen regelt. Op 11 december 2019, bij de verkiezing van de Bondsraad, behaalde Ignazio Cassis 145 stemmen en Regula Rytz slechts 82 stemmen, waardoor Cassis werd herverkozen en Rytz niet in de Bondsraad werd verkozen. De groenen wisten hierdoor geen vertegenwoordiging te verwerven in de Bondsraad.